# Польща А і Б
Польща «А» і «Б» — розмовний і умовний термін для регіонів Польщі зі значними диспропорціями в економічному і соціальному рівні розвитку, включаючи мережу зв'язку, промисловість, культуру та інші. Вираз Польща «А» символізує частину країни з вищим рівнем розвитку, а Польща «Б» — частину з нижчим рівнем розвитку.
Іноді також зустрічається подібний поділ на три частини: Польща «A», «Б» і «C».

## Розділи
Витоки Польщі «А» і «Б» можна знайти в період поділів, де землі прусського поділу були набагато краще розвинені, ніж австрійські та російські поділи. Уже в передподіловий період західні терени Речі Посполитої були густіше заселені, що теж відігравало свою роль.

## Друга республіка

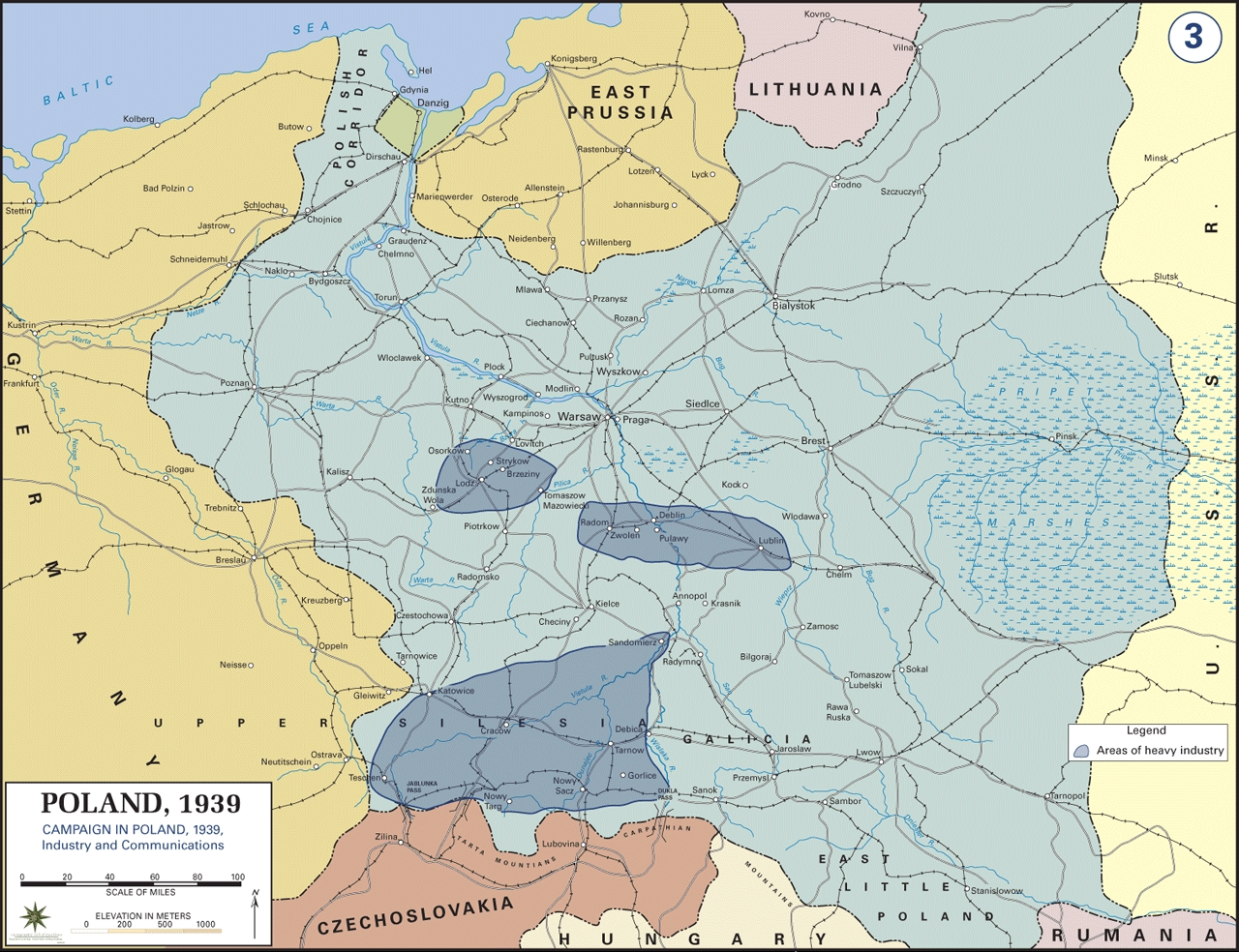
Транспортна мережа та промисловість Польщі в 1939 році

Найчастіше Польща «А» включала землі на захід, а Польща «Б» — на схід від Вісли. Воєводствами довоєнної Польщі «Б» були: Віленське, Новогрудське, Поліське, Волинське, Львівське, Станіславівське, Тарнопольське, Білостоцьке та Люблінське.
Польща «А», краще промислово розвинена, постачала, наприклад, близько 85 % національного виробництва електроенергії та 100 % сталі. Економіка Польщі «Б» була набагато більше зосереджена на сільському господарстві, ніж Польща «А». У 1937 році лише 12,2 % усіх робітників, зайнятих у промисловості, працювали в Польщі як «Б». Приблизно рівень диверсифікації в економічному плані (ВВП тощо) можна представити як 2:1 на користь Польщі «А».
П'ятнадцятирічний план, який так і не був виконаний через початок війни, передбачав, серед іншого, нівелювання відмінностей у рівні життя в різних регіонах країни. Цьому передувало будівництво Центрального промислового району.

## Третя республіка

Швидка дорога S7 — одна із пропонованих нині ліній поділу на Польщу «А» та «Б»

Нині прийняті різні концепції поділу країни на Польщу «А» і «Б». Найбільш класичним є той, який був затверджений ще за часів Другої Республіки Польщі. На її думку, Польща «А» включає території на захід від Вісли, а Польща «Б» — на схід від Вісли. За її словами, Польща «А» включає території на захід від Вісли, а Польща «Б» — на схід від Вісли. Проте все частіше можна почути голоси про перенесення кордону між Польщею «А» і «Б». Теорія (правда, посилаючись на концепцію річки Вісли як лінії кордону, але дещо її коригуючи) припускає, що Польща «A» включає території на захід від швидкісної дороги S7 (Гданськ — Хижне), а Польща «Б» — до на схід від неї. Концепція, заснована на припущенні, що кордон між Польщею «А» і «Б» позначений лінією, проведеною між Сувалками та Ополем, безумовно відрізняється. У цьому варіанті Польща «А» розташована на північний захід від лінії, а Польща «Б» — на південний схід від неї. За іншою концепцією поділ не меридіональний, а широтний. Це пов'язано з тим, що всі мегаполіси за межами Три-Сіті розташовані в центральній або південній частині країни. Через сильну політичну поляризацію в Польщі все частіше прийнято класифікувати як Польщу «A» колишні території Пруссії і Прусського поділу, де Громадянська платформа зазвичай має найбільшу підтримку, і як Польщу «Б» колишні території російського і австрійського поділів, де "Право і справедливість" має найбільшу підтримку на більшості виборів. Кордони цих умовних територій є рухливими, іноді класифікація представлена відповідно до поточних воєводств (Лодзьке воєводство та воєводства, розташовані на схід від нього, за винятком Вармінсько-Мазурського як Польща «B», інші воєводства як Польща «A»). На основі політичного поділу райони великих міст або їх агломерації, розташовані в Польщі «Б», такі як Варшава, Лодзь або Краків, іноді вважаються ексклавами Польщі «A», як у найбільших агломераціях Польщі. Громадянська платформа, незалежно від географічного розташування, регулярно отримує найбільшу підтримку на виборах. У разі поділу Польщі за політичними критеріями менше значення надається рівню розвитку даної території, а більше політичному поділу, і «A» не обов'язково означає регіон з вищим рівнем розвитку, ніж «Б».

## Програма розвитку Східної Польщі

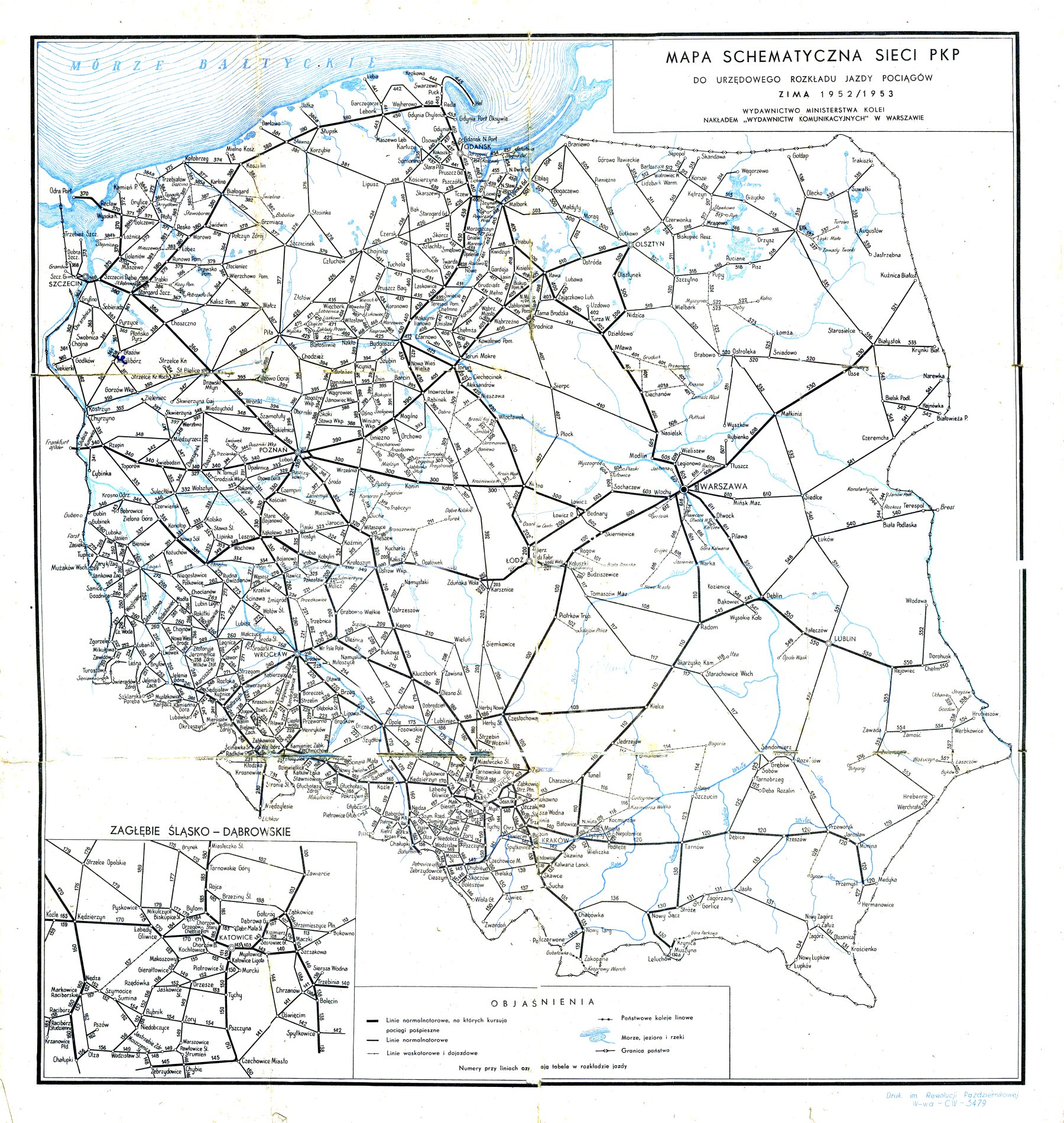
Залізнична мережа в Польщі в 1952 році

2 жовтня 2007 року Комісар з питань регіональної політики Данута Хюбнер підписала рішення Європейської Комісії про прийняття до виконання Оперативної програми «Розвиток Східної Польщі». Ця програма є додатковим елементом підтримки з боку структурних фондів, який посилить дію інших програм на території п'яти воєводств, що входять до складу Східної Польщі для її потреб: Підляського, Люблінського, Підкарпатського, Свєнтокшиського та Вармінсько-Мазурського.